# بانوف (ناحیه اوهرسکه هرادیشتی)
بانوف (به چکی: Bánov) یک منطقهٔ مسکونی در جمهوری چک است که در ناحیه اوهرسکه هرادیشتی واقع شده‌است. بانوف ۱۶٫۲۴ کیلومتر مربع مساحت و ۲٬۱۰۳ نفر جمعیت دارد و ۲۸۷ متر بالاتر از سطح دریا واقع شده‌است.